# Que Talento!
Que Talento! é uma série de televisão brasileira de comédia musical produzida pela Cinefilm para o Disney Channel, e exibida entre 24 de maio de 2014 e 15 de abril de 2016. Foi estrelada por Gabriel Calamari, Bruno Martini e Mayra Arduini, retratando o dia a dia na agência de talentos Barulho Talents. A série é a primeira original brasileira do Disney Channel e a segunda produzida no país – após Quando Toca o Sino, versão de Quelli dell´Intervall. Foi exibida pelo SBT, dentro do extinto bloco Mundo Disney, a partir de 5 de setembro de 2015.

## Produção
Depois de participarem em dois episódios da primeira temporada de Violetta, a Disney decidiu encomendar um piloto de uma série de comédia onde ambos componentes da banda College 11 estariam envolvidos no projeto. Em meados de novembro de 2013, foi gravado um piloto, mas apenas em fevereiro o Disney Channel aprovou a gravação da primeira temporada da série. A série estáva gravada em São Paulo e teve sua estreia oficial no canal no dia 24 de maio de 2014, após a exibição do filme Cloud 9. A segunda temporada estreou em 6 de setembro de 2014, no Disney Channel. A terceira temporada estreou no dia 15 de fevereiro de 2016, contando com nova abertura e novos personagens.
Para melhor exportação, o Disney Channel decidiu que as músicas da série seriam em inglês, assim como alguns termos (que como são em inglês.

## Episódios
| Temporada | Temporada | Episódios | Episódios | Exibição original       | Exibição original       |
| Temporada | Temporada | Episódios | Episódios | Estreia de Temporada    | Final de Temporada      |
| --------- | --------- | --------- | --------- | ----------------------- | ----------------------- |
|           | Piloto    | Piloto    | Piloto    | 17 de maio de 2014      | 17 de maio de 2014      |
|           | 1         | 13        | 6         | 17 de maio de 2014      | 2 de junho de 2014      |
|           | 1         | 13        | 7         | 17 de agosto de 2014    | 27 de novembro de 2014  |
|           | 2         | 12        | 6         | 2 de janeiro de 2015    | 21 de fevereiro de 2015 |
|           | 2         | 12        | 6         | 27 de maio de 2015      | 12 de junho de 2015     |
|           | 3         | 26        | 13        | 15 de fevereiro de 2016 | 4 de março de 2016      |
|           | 3         | 26        | 13        | 28 de março de 2016     | 15 de abril de 2016     |

## Enredo
A série retrata o dia a dia na agência de talentos Barulho Talents, comandada por Champ em sua garagem. Champ é um instrutor de novos talentos excêntrico e cheio de planos mirabolantes, mas com uma habilidade espetacular em retirar o que as pessoas tem de melhor dentro de si e ajudá-las a colocar em prática, fazendo com que se tornem futuros grandes artistas. Ele leva para lá Bruno, um excelente músico que foi substituído da banda Os Açucarados por seu rival, Gelzinho, que convenceu os amigos que ele seria melhor vocalista. Champ é primo de Mayra, que acabou de chegar do interior para morar com a família e com o dom da música correndo nas veias. Não tarda para que Bruno e Mayra descubram que juntos eles podem ser grandiosos e formem um grupo, sendo instruídos por Champ, fazendo com que os três se tornem como irmãos.
Além disso, a Barulho Talents é cheia de outros talentos.Frank, um ator que se considera um galã, mas só consegue papeis em filmes de terror independentes e de baixo orçamento. Shirley uma garota determinada a entrar no Guiness Book custe o que custar e que logo vive um romance com Bruno. Chororô é uma garota rica que ainda não descobriu qual é seu talento e se inscreveu na agência para descobrir, tentando as mais diversas atividades artísticas. Milton Carter é um hipnotizador que tenta seguir os passos do avô, embora nem sempre seus truques saiam da melhor forma. E ainda há Hiroshi, um excelente jogador de futebol. Para comandar esse lugar cheio de gente maluca e talentosa, Champ conta com a ajuda de seus irmãos, João e Carol.
Na terceira temporada chegam novos personagens, como Victoria, prima de Shirley, Lucas, que gerencia o Youclub e vive um tórrido romance com Mayra, além da venenosa Sarita, que está disputa a tudo para acabar com a concorrência e se tornar uma grande estrela sem ajuda de ninguém. 

## Elenco
| Ator / Atriz       | Personagem                | Temporadas | Temporadas | Temporadas |
| Ator / Atriz       | Personagem                | 1ª 2014    | 2ª 2015    | 3ª 2016    |
| ------------------ | ------------------------- | ---------- | ---------- | ---------- |
| Gabriel Calamari   | Charles Star (Champ)      |            |            |            |
| Bruno Martini      | Bruno Guerra              |            |            |            |
| Mayra Arduini      | Mayra Star                |            |            |            |
| Gabrielle Varcica  | Shirley                   |            |            |            |
| Cristiano Kunitake | Hirochi Lee               |            |            |            |
| Bruno Gonzales     | João Star                 |            |            |            |
| Nathalia Cano      | Caroline Star (Carol)     |            |            |            |
| Isabella Costa     | Graziela Cintra (Chororô) |            |            |            |
| Pedro H. Meirelles | Milton Carter             |            |            |            |
| Jonathan Well      | Gelzinho                  |            |            |            |
| Johnny Franco      | Frank                     |            |            |            |
| Isabella Scherer   | Sarita                    |            |            |            |
| Valeria Baroni     | Victoria                  |            |            |            |
| Bruno Peixoto      | Lucas                     |            |            |            |

### Participações especiais
| Ator/Atriz           | Personagem      |
| -------------------- | --------------- |
| Olavo Cavalheiro     | Coruja / Gavião |
| Bruno Heder          | David Carter    |
| Kaká                 | Ele mesmo       |
| MariMoon             | Ela mesma       |
| Samuel Nascimento    | Ele mesmo       |
| Paulo Soares         | Ele mesmo       |
| Marcelo Duarte       | Ele mesmo       |
| Igor Adamovich       | Ele mesmo       |
| José Renato Ambrósio | Ele mesmo       |
| Yasmim Manaia        | Penélope        |
| Murilo Armacollo     | MC Top          |

## Transmissão

#### No Disney Channel
| País | Canal                         | Estreia                | Título        | Ref.        |
| --- | ----------------------------- | ---------------------- | ------------- | ----------- |
| Brasil | Disney Channel Brasil         | 24 de maio de 2014     | Que Talento!  | [ 3 ] [ 4 ] |
| Argentina · Bolívia · Chile · Colômbia · Cuba · Costa Rica · Equador · El Salvador · Guatemala · Honduras · Nicarágua · México · Panamá · Paraguai · Peru · República Dominicana · Uruguai · Venezuela | Disney Channel América Latina | 27 de setembro de 2014 | ¡Qué talento! | [ 10 ]      |

#### Em Outras Emissoras
| País   | Canal    | Estreia               | Título        | Ref.   |
| ------ | -------- | --------------------- | ------------- | ------ |
| Brasil | SBT      | 5 de setembro de 2015 | Que talento!  | [ 11 ] |
| Itália | Rai Gulp | 4 de julho de 2017    | ¡Que talento! | [ 12 ] |